# Саватије Милошевић
Саватије Милићевић Милошевић, познат и као војвода Саватије (Стара Павлица, 1876 — Велика Хоча, 1905) био српски национални револуционар и четнички војвода који је учествовао у борбама за Македонију и Косово и Метохију.

## Биографија
Рођен је 1876. године у Старој Павлици код Рашке, а погинуо 1905. године у месту Велика Хоча у Подрими. Због убиства среског начелника из Рашке Павла Јаснића због освете, већ у 25. години се отиснуо у хајдуке и неколико година се крио по тадашњој Турској. Друговао је са албанским качацима Мула Зеком и Исом Бољетинцем. Када му је потера ушла у траг побегао је у Црну Гору где се састајао са србијанском емиграцијом - Ранком Тајсићем и протом Миланом Ђурићем.
Био је у вези са завереницима из 1903. али у атентату на краља и краљицу није учествовао. После Мајског преврата је амнестиран и поново добија државну службу у Битољском конзулату. Милошевић ради на стварању мреже револуционарних одбора и формирњу српских чета. Године 1905. решава да посао организације замени борбом - постане војвода и креће у Македонију. Желео је да формира штабну комитску чету, са којом би из Пореча руководио целим четничким радом. Радио је на отварању још једног четничког канала за прелаз преко српско-турске границе, осим оног код Буштрања.
Учествовао је у борби на Челопеку на Велику суботу 1905, највећем тријумфу српских четника. Након Челопека Турци су затворили све канале око Вардара па Милошевић заједно са Лазаром Кујунџићем креће преко Косова и Подриме за Пореч. Милошевић и Кујунџић уздали су се у старе везе и познанства с Албанцима, па су кренули кроз Арнаутлук. У селу Велика Хоча задата реч - беса, њиховог пријатеља Албанца - Љаме Укина је заказала, и он је дојавио турској војсци и суседима Албанцима, да је чета у његовој кули. Турци и Арнаути су донели пуно сена и запалили шиптарску кулу. Четници су се херојски борили док нису сви изгинули 25. маја 1905. године. Милошевић се никада за живота није фотографисао, што говори о озбиљности његовог конспиративног деловања.

## Признања
- Једна улица у београдској општини Звездара носи име Војводе Саватија.[5]
- Једна улица у Рашки носи име Саватија Милошевића